# Sylvie Bérard
Pour les articles homonymes, voir Bérard.
Œuvres principales
Terre des Autres
Sylvie Bérard, née le 23 février 1965 à Montréal, est une poète, romancière et nouvelliste de science-fiction féministe. Elle a gagné plusieurs prix littéraires.

## Biographie
Docteure en sémiologie[réf. nécessaire], elle enseigne depuis quelques années[évasif] la littérature québécoise à l’Université Trent à Peterborough (Ontario). Collaboratrice à Lettres québécoises et membre du collectif de rédaction de la revue XYZ dans les années 1990, elle publie de nombreuses nouvelles dans imagine..., Moebius, L’ASFFQ, Nouvelle Donne, Tesseracts, entre autres, de même que plusieurs articles sur la science-fiction. Elle cosigne avec Brigitte Caron un roman (Elle meurt à la fin, Paje, 1994) et traduit également en collaboration avec Suzanne Grenier des romans de Leona Gom et de Nancy Kilpatrick.
Sa nouvelle, La Guerre sans temps (Solaris 143), qui forme un chapitre du roman Terre des autres (Alire, 2004), remporte, en 2002, le prix Boréal de la meilleure nouvelle, en 2003, le prix Aurora de la meilleure nouvelle de science-fiction canadienne francophone. En 2004, Terre des autres vaut à l'auteure le Prix Jacques-Brossard de la science-fiction et du fantastique et en 2005 le prix Boréal du meilleur roman. En 2011, elle publie un second roman de science-fiction: La Saga d'Illyge (Alire, 2011).
En 2017 elle fait paraître coup sur coup le récit méta- et autofictionnel Une sorte de nitescence langoureuse (Alire, 2017) et un premier recueil de poésie: Oubliez (Prise de parole, 2017). Pour ce recueil, elle remporte le Prix Trillium de poésie francophone 2018. Son plus récent recueil de poésie, À croire que j'aime les failles, a paru en 2020 (Prise de parole, 2020).

## Œuvres

### Poésie
- Oubliez, Sudbury, Éditions Prise de parole, 2017
- À croire que j'aime les failles, Éditions Prise de parole, 2020

### Romans
- Elle meurt à la fin, Paje, coll. « Post-scriptum », 1993Écrit avec Brigitte Caron.
- Terre des Autres, Alire, « coll. Romans 082 », 2004
- Of Wind and Sand (version anglaise de Terre des Autres), Edge, 2009
- La Saga d'Illyge, Alire, 2011.
- Une sorte de nitescence langoureuse, Alire, 2017.

### Nouvelles
- « Nous n’aurons pas eu le temps ». Dans Mathieu Villeneuve. Futurs. Montréal : Triptyque, 2020.
- « Me projeter ». Dans Collectif. Résidence. Imaginer l’après. Sudbury, Prise de parole, en ligne. (https ://www.prisedeparole.ca/wordpress/wp-content/uploads/2020/07/Imaginer-lapres.pdf
- « Bercement » , Solaris, 192 (automne 2014).
- Autour de l'elfe, Nouvelles fraîches n°3, 1987
- Une chambre au milieu d'une maison, Nouvelles fraîches n°4, 1988
- Tromper l’en-nuit, Mœbius n°52, 1992
- De la confiture de fraises et autres histoires de ma grammaire, RegArt (Belgique) n°18, 1993
- Je vais mourir, XYZ n°30, 1992Écrit avec Brigitte Caron.
- Fœtalité, imagine... n°64, 1993
- Le triangle sublime ou pourquoi il vaut mieux vivre à trois que de ne pas vivre du tout, XYZ n°35, 1993
- Comme une bouteille à la mer, XYZ n°36, 1993Réédition française dans Nouvelle donne. Littérature: Le magazine de la nouvelle (Belgique) n°12, 1997
- De la nécessité du couvre-chef au cœur des chauds après-midis d’été, XYZ n°38, 1994
- la Cale, imagine... n°68, 1994
- Il n’y aurait que le premier pas, Mœbius n°61, 1994
- Un mur, XYZ 40, 1994Traduction anglaise: A Wall (in Tesseracts n°6, 1997)
- Ivraison gratuite, Tessera n°17, 1994
- Une histoire vraie d’amour, XYZ n°41, 1995Traduction anglaise: Una verdadera historia de amor (in Días de Quebec, México, La Mosca muerta, 2003)
- La Stèle de Stella, Roberval, Ashem Fiction, 1995
- Le Cri périodique, Pot-pourrire, Roberval, Ashem Fiction, 1996
- Marie, Proxima n°1, 1996
- Chauds les robinets, XYZ n°46, 1996
- Comme on fait son lit, Tessera n°20, 1996
- la T-005, imagine... n°77, 1997
- Pharmacopées, Solaris n°120, 1997
- Lettre à Brijjie, Solaris n°133, 2000
- Tempus fugit, XYZ n°61, 2000
- Vide sanitaire, Année de la science-fiction et du fantastique québécois 1998, Lévis, Alire, 2001
- la Guerre sans temps, Solaris n°143, 2002
- Quelques voyages au pays de Gigogne, XYZ n°74, 2003
- la Nuit, Solaris n°145, 2003
- Aujourd'hui l'automne, XYZ n°76, 2003
- Le Pire des deux mondes, Année de la science-fiction et du fantastique québécois 1999, Lévis, Alire, 2003
- Aimer, jouer, XYZ n°80, 2004

### Scénario
- “le Diable, sans doute” En collaboration avec Denis Vaillancourt (imagine... 79, 1998)

### Autres
- Les 50 romans d'amour qu'il faut lire, Nuit Blanche Editeur, 1996Écrit avec Julia Bettinotti et Gaëlle Jeannesson.

## Prix littéraires
- 2018 : prix Trillium de poésie (Oubliez)
- 1994 : prix Septième Continent (La Cale)
- 2002 : prix Boréal (La Guerre sans temps)
- 2003 : prix Aurora (La Guerre sans temps)
- 2005 : Prix Jacques-Brossard de la science-fiction et du fantastique (Terre des Autres)
- 2005 : prix Boréal (Terre des Autres)
- 2006 : prix des lecteurs de Radio-Canada (Terre des Autres)